# Засланец из космоса

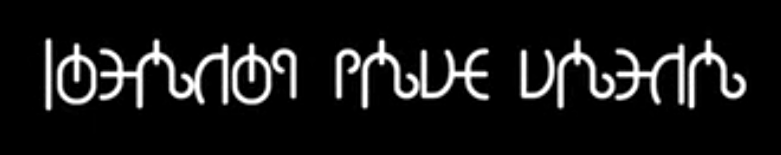
Инопланетный язык из сериала, который на самом деле является эсперанто, написанным справа налево. Эта фраза из первого эпизода первого сезона переводится как «четыре месяца назад».

«Засла́нец из ко́смоса» (англ. Resident Alien) — американский научно-фантастический детективный комедийно-драматический телесериал с Аланом Тьюдиком в главной роли, созданный Крисом Шериданом на основе одноимённой серии комиксов. Сюжет представляет собой историю пришельца, прилетевшего на Землю с целью уничтожить человечество, у которого рушатся планы, из-за чего он вынужден жить среди людей.
Сериал транслируется на телеканале Syfy. Показ первого сезона начался 27 января 2021 года, второго — 26 января 2022, третьего — 14 февраля 2024 года, четвёртого — 6 июня 2025 года.

## Сюжет
Главный герой сериала — инопланетянин, присланный на Землю, чтобы уничтожить человечество и подготовить планету к заселению его собратьями. Он скрывается под личностью доктора Гарри Вандершпигеля, живущего в одиночестве недалеко от маленького городка Пэйшенс в американском штате Колорадо. Поскольку сам доктор погиб, лже-Вандершпигелю приходится взять на себя его медицинскую практику. Незнакомство героя с человеческими нравами, его неспособность к эмпатии и непонимание сарказма создают множество комичных ситуаций. Несмотря на все трудности, пришелец заводит друзей, участвует в расследовании убийства, ведёт борьбу с ищущими его секретными агентами. Живя в новом теле, он становится слишком похож на людей и начинает сомневаться в оправданности своей миссии. В финале первого сезона пришелец решает не уничтожать человечество. Он покидает Землю, но внезапно узнаёт, что на борт корабля пробрался один из его новых друзей — мальчик по имени Макс.
Литературной основой сценария стал комикс Resident Alien, впервые опубликованный в 2012 году. Сюжет комикса претерпел некоторые изменения. Так, мэр города, играющий важную роль в действии, в сериале оказывается не стариком, умудрённым опытом, а молодым и довольно наивным человеком; полицейские в шоу — не белый тучный шериф с худощавым помощником, а темнокожий шериф по прозвищу «Чёрный амбал» и пышнотелая помощница-женщина; наконец, главный герой из интеллигентного и крайне тактичного существа превратился в злобного циника.

## В ролях
Главные роли
| Актёр           | Роль                          |
| --------------- | ----------------------------- |
| Алан Тьюдик     | Гарри Вандершпигель, пришелец |
| Сара Томко      | Аста Твелвтрис                |
| Кори Рейнольдс  | шериф Майк Томпсон            |
| Элис Веттерлунд | Д’Арси Блум                   |
| Леви Филер      | мэр Бен Хоторн                |
| Джуда Прен      | Макс Хоторн, сын Бена Хоторна |
| Элизабет Бауэн  | помощник шерифа Лив Бейкер    |

Второстепенные роли
| Актёр               | Роль                                         |
| ------------------- | -------------------------------------------- |
| Бен Коттон          | Джимми, бывший муж Асты                      |
| Мередит Гарретсон   | Кейт Хотторн, жена Бена Хотторна             |
| Грэйслин Авад Ринке | Саха́р, подруга Макса                         |
| Кэйлайла Рэйн       | Джей, биологическая дочь Асты и Джимми       |
| Дебора Финкель      | Эбигейл Ходжес                               |
| Дженна Ламия        | Джуди Купер                                  |
| Гари Фармер         | Дэн Твелветрис, приёмный отец Асты           |
| Дайана Банг         | медсестра Эллен                              |
| Манделл Моган       | Лиза Каспер                                  |
| Алекс Барима        | Дэвид Логан                                  |
| Элвин Сандерс       | Льюис Томпсон, отец шерифа                   |
| Элви Йост           | Изабель, жена настоящего Гарри Вандершпигеля |
| Линда Хэмилтон      | Элеанор Райт                                 |
| Майкл Кэссиди       | Итан Стоун                                   |
| Нейтан Филлион      | осьминог, озвучка                            |
| Терри О’Куинн       | Питер Бах                                    |
| Линден Порко        | Дейл                                         |

## Сезоны
| Сезон | Серии | Серии | Даты показа     | Даты показа      |
| Сезон | Серии | Серии | Первая серия    | Последняя серия  |
| ----- | ----- | ----- | --------------- | ---------------- |
| 1     | 10    | 10    | 27 января 2021  | 31 марта 2021    |
| 2     | 16    | 8     | 26 января 2022  | 16 марта 2022    |
| 2     | 16    | 8     | 10 августа 2022 | 28 сентября 2022 |
| 3     | 8     | 8     | 14 февраля 2024 | 3 апреля 2024    |
| 4     | 10    | 10    | 6 июня 2025     | 2025             |

## Производство
Издательство Dark Horse в октябре 2011 года опубликовало первую главу серии комиксов «Засланец из космоса». С этого момента оно пыталось продать право на экранизацию. В 2015 году Криса Шеридана попросили адаптировать комиксы для телевидения, а 31 мая 2018 года руководство телеканала Syfy объявило, что в разработку запущен пилотный эпизод сериала. Производством занялись студии Universal Content Productions, Dark Horse Entertainment и Amblin Television, режиссёром и продюсером эпизода стал Дэвид Добкин. 28 февраля 2019 года пилот был одобрен, и началась подготовка к съёмкам первого сезона.
Крис Шеридан, по его словам, сразу влюбился в комиксы о «засланце» и решил привнести в них своё видение. Он существенно изменил характер главного героя, инопланетянина Гарри, и заставил его большую часть времени появляться в человеческом обличье (в комиксах он выглядит как инопланетянин).

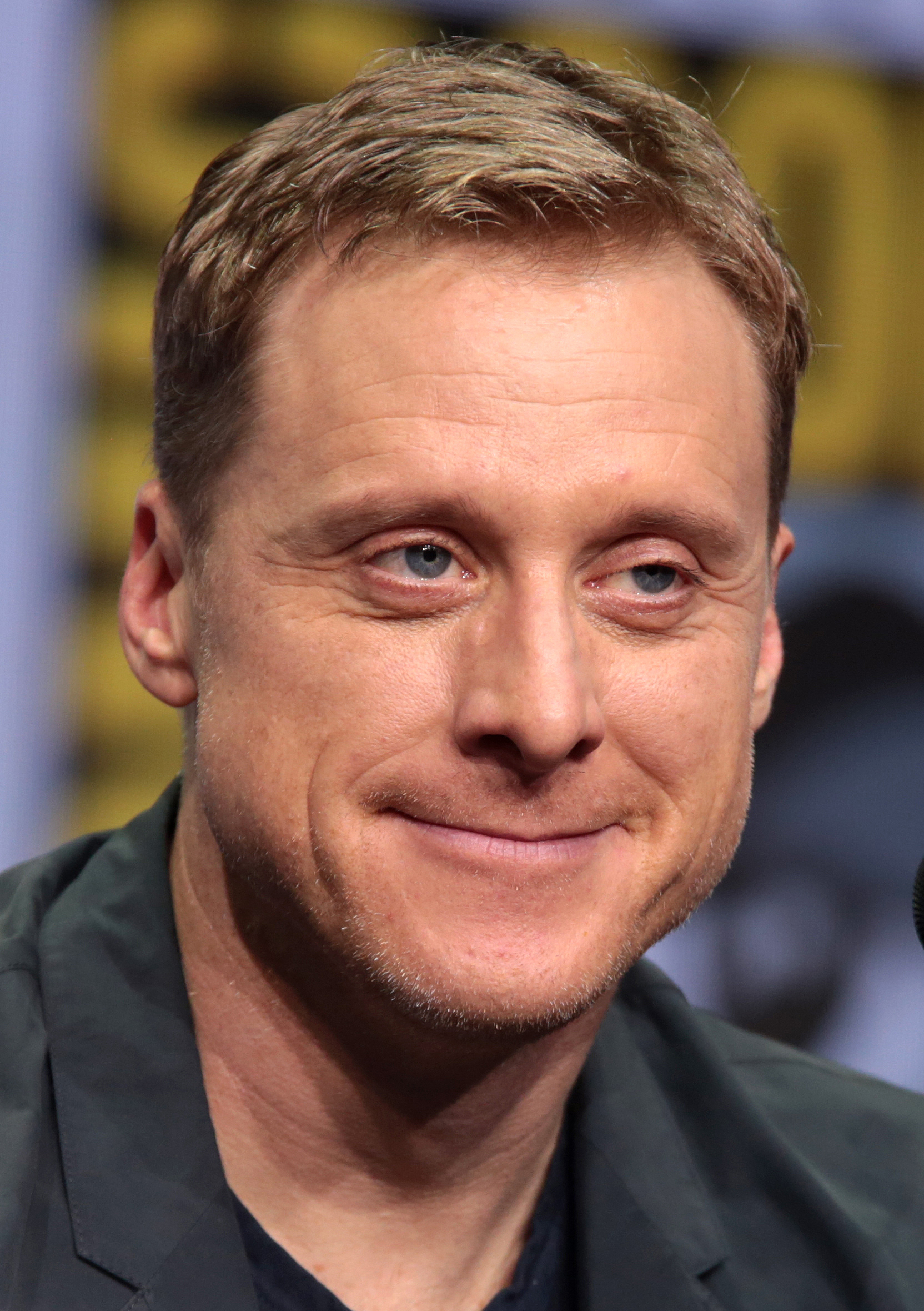
Алан Тьюдик, исполнитель главной роли.

20 сентября 2018 года был объявлен основной актёрский состав пилотного эпизода: Алан Тьюдик получил роль пришельца, Сара Томко — роль его подружки Асты Твелветрис, Кори Рейнольдс — шерифа Майка Томпсона, Элис Веттерлунд — Д’Арси Блум, Леви Филер Бена Хотторна, мэра городка Пейшенс. Элизабет Бауэн, Мередит Гарретсон и Элви Йост сыграли помощника шерифа Лив Бейкер, жену Бена Хотторна Кейт и жену настоящего Гарри Вандершпигеля Изабель соответственно. 31 января 2020 года к проекту присоединились Линда Хэмилтон, Манделл Моган и Алекс Барима, получившие повторяющиеся роли членов организации по поиску внеземной жизни.

### Съёмки

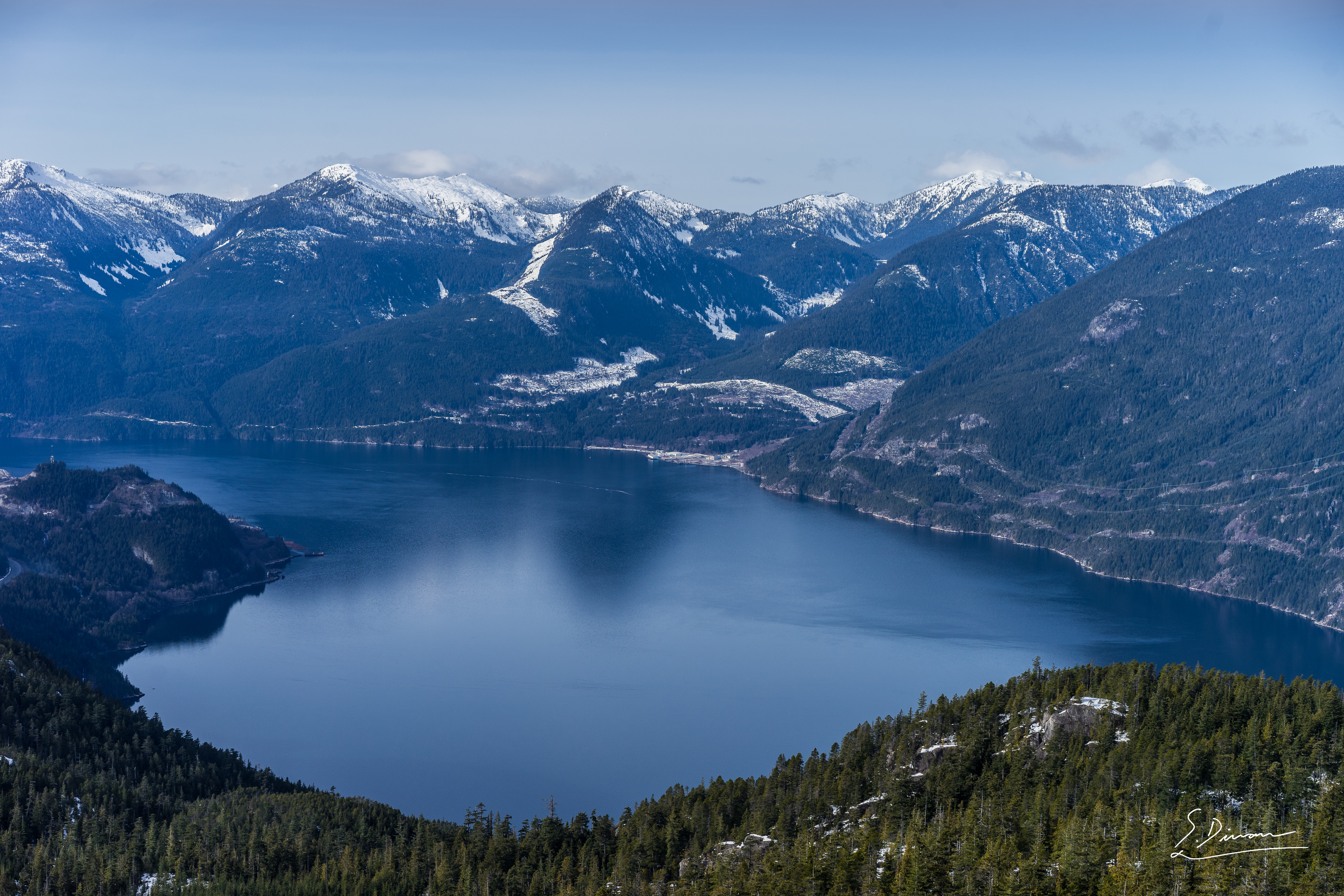
Залив Хау (в сериале озеро) — место, на берегу которого за мысом слева в сериале живёт Гарри ван дер Шпигель.

Хотя действие сериала разворачивается в США, съёмки проходят на западе Канады в провинции Британская Колумбия. 1 октября 2018 года в Ванкувере начались съёмки пилотного эпизода, которые продлились три недели. В конце ноября 2019 года в Ванкувере и его окрестностях начались основные съёмки первого сезона. Так как участок в Ванкувере, в пилоте служивший экстерьером вымышленного городка Пейшенс, был продан, его сменил небольшой город Ледисмит на острове Ванкувер, до которого можно добраться только на пароме. Этот выбор был обусловлен близостью города Ванкувер, одного из крупнейших центров кинопроизводства в Америке, сходством Ледисмит с городом Крестед-Бьютт в Колорадо (ориентиром для Шеридана), уникальностью Ледисмит, в котором прежде не снимали кино.
Съёмки в Ледисмит начались в конце января 2020 года, потом были приостановлены из-за пандемии COVID-19. 10 сентября 2020 года они возобновилось в Ванкувере. 14 октября официально и 15 октября фактически съёмки первого сезона закончились.

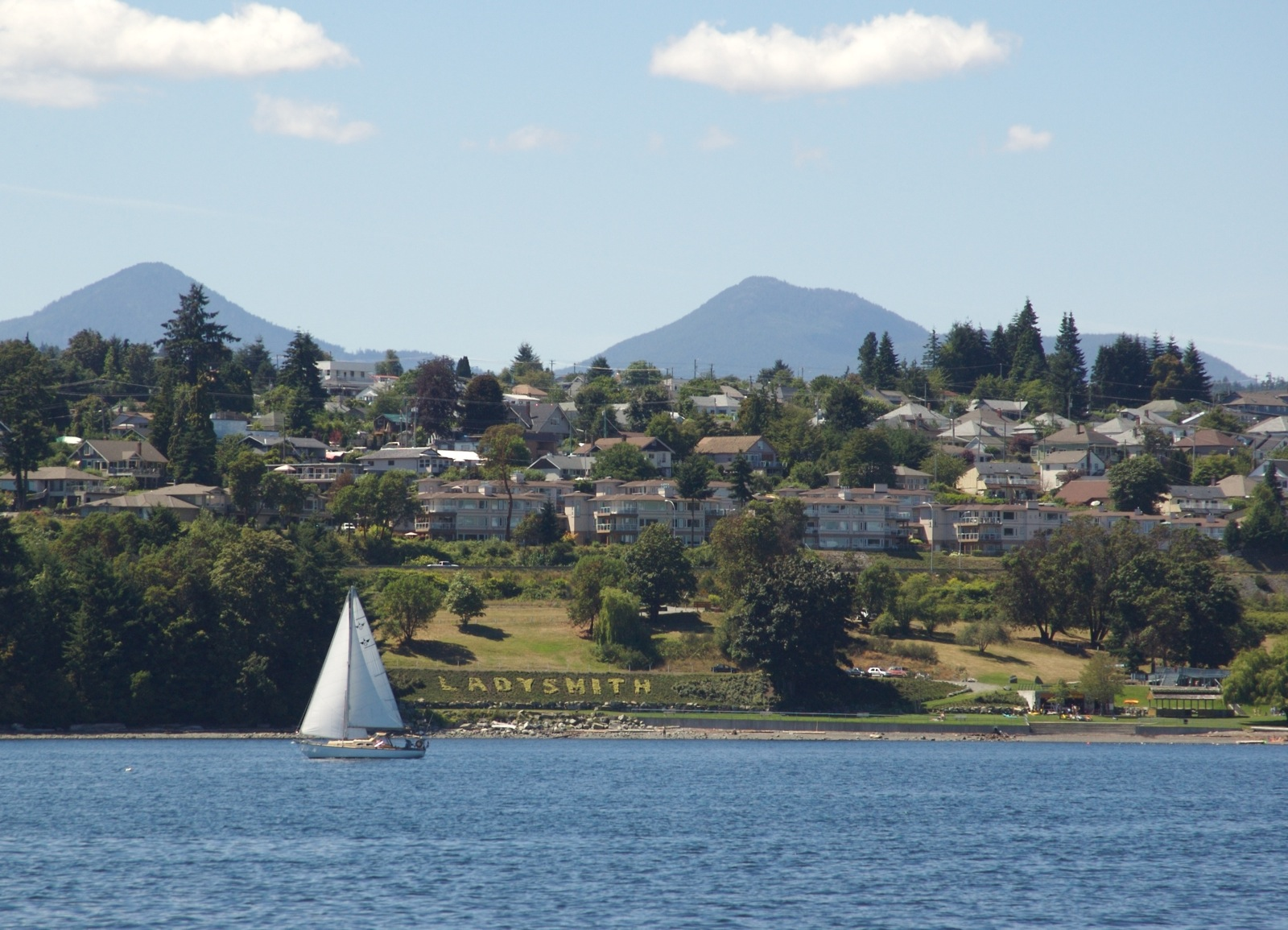
Город Ледисмит, центральные улицы которого показаны в сериале как Пейшенс.

90 % съёмок проходило в Ванкувере. Большинство сцен в помещениях было снято на студии Sim Derwent в Делте на окраине города, а все экстерьеры были реальными локациями. Озеро, на берегу которого живёт Гарри Вандершпигель, на самом деле является частью залива Хау со стороны неинкорпорированного сообщества Пляж Британия, расположенного к северо-западу от Ванкувера. Хижины в этом месте нет. Съёмки на вершинах заснеженных ледников проходили к югу от Ванкувера в двух местах региона Море в небесную страну, Радужная гора и Пембертон Айсфилд, куда можно добраться только на вертолёте.
Съёмки второго сезона начались 3 августа 2021 года в Ванкувере и полностью прошли в пределах Британской Колумбии, закончившись весной 2022 года. Нью-Йорк, появляющийся в шестой серии, снимали в даунтауне Ванкувера. В середине февраля съёмки проходили в Уистлер-Блэккомбе, одном из крупнейших лыжных курортов Северной Америки.
Визуальными эффектами для сериала занимаются студии CoSA VFX и Artifex Studios, расположенные в непосредственной близости от мест производства.

### Музыка
Главная музыкальная тема сериала — песня Bilgewater американской фолк-группы Brown Bird, распавшейся в 2014 году из-за смерти её основателя Дэвида Лэмба. Сериал привлёк к Brown Bird внимание, хотя в нём используется лишь инструментальная часть Bilgewater (только в пилотном эпизоде можно услышать вокал Лэмба).
В первом сезоне звучат 90 разных композиций, в первой части второго сезона — 61. Музыку для сериала написал Ной Сорота.

## Релиз
Премьера пилотного эпизода состоялась на New York Comic Con (NYCC) 4 октября 2019 года. 13 января 2020 года был опубликован первый проморолик, 9 октября того же года на NYCC был показан 10-минутный отрывок пилота. В тот же день он появился в сети в версии, сокращённой до семи минут. Официальный трейлер первого сезона вышел 14 декабря 2020 года.
27 января 2021 года начался показ первого сезона, состоящего из 10 эпизодов. Серии выходили по одной в неделю до 31 марта 2021 года, их режиссёрами были Дэвид Добкин (пилот), Роберт Данкан Макнил, Джей Чандрасекар, Дженнифер Фанг и Шеннон Коли. Изначально выход был запланирован на лето 2020 года, как телеканал Syfy объявил 13 февраля 2020 года, но этого не случилось из-за пандемии COVID-19. 9 октября 2020 года было объявлено, что премьера состоится в январе 2021 года, а 24 ноября появилась точная дата.
17 марта 2021 года, ещё до того, как на экраны вышел весь первый сезон, сериал был продлён на второй сезон из-за высоких рейтингов. 7 октября 2021 года на New York Comic Con был представлен первый проморолик второго сезона. 9 декабря 2021 года была объявлена дата премьеры второго сезона, разделённого на две части, по восемь эпизодов в каждой. 7 января 2022 года вышел официальный трейлер сезона. Показ первой части начался 26 января 2022 года, второй части — 10 августа того же года.
Ещё до премьеры второй части второго сезона стало известно о продлении шоу на третий сезон. Изначально планировались 12 эпизодов, потом их число сократили до восьми. Показ проходил с 14 февраля по 3 апреля 2024 года. В июне того же года сериал продлили на четвёртый сезон. Его показ начался 6 июня 2025 года.

## Оценки
Первый сезон сериала получил на сайте-агрегаторе отзывов Rotten Tomatoes рейтинг 94 % со средней оценкой 7,8 из 10. Рецензенты с этого ресурса констатировали, что авторы шоу умеют по-новому шутить над привычными вещами, а Алан Тьюдик демонстрирует «исключительные комедийные способности». На сайте Metacritic первый сезон получил 70 баллов из 100, что указывает на «в целом благоприятные отзывы». Второй сезон получил на Rotten Tomatoes 100%-ный рейтинг со средней оценкой 7,7/10.
Награды и номинации
- 2022 — номинация на премию «Сатурн» за лучший научно-фантастический телесериал.
- 2022 — номинация на премию «Спутник» за лучшую мужскую роль в телесериале — комедия или мюзикл (Алан Тьюдик).
- 2022 — две премии «Молодой актёр» лучшему молодому исполнителю в телесериале (Джуда Прен) и лучшему молодому исполнителю второго плана в телесериале (Грэйслин Авад Ринке).
- 2023 — номинация на премию «Спутник» за лучшую мужскую роль в телесериале — комедия или мюзикл (Алан Тьюдик).